# Discografia degli Overkill
Questa pagina contiene la discografia degli Overkill, gruppo musicale statunitense.

## Demo
- 1983 - Power in Black
- 1984 - Feel the Fire

## Album in studio
- 1985 - Feel the Fire
- 1987 - Taking Over
- 1988 - Under the Influence
- 1989 - The Years of Decay
- 1991 - Horrorscope
- 1993 - I Hear Black
- 1994 - W.F.O.
- 1996 - The Killing Kind
- 1997 - From the Underground and Below
- 1999 - Necroshine
- 2000 - Bloodletting
- 2003 - Killbox 13
- 2005 - ReliXIV
- 2007 - Immortalis
- 2010 - Ironbound
- 2012 - The Electric Age
- 2014 - White Devil Armory
- 2017 - The Grinding Wheel
- 2019 - The Wings Of War
- 2023 - Scorched

## Album dal vivo
- 1995 - Wrecking Your Neck
- 2002 - Wrecking Everything
- 2002 - Extended Versions
- 2013 - Live from OZ
- 2018 - Live In Overhausen

## Raccolte
- 1996 - !!!Fuck You!!! and Then Some
- 1999 - Coverkill
- 2002 - Hello from the Gutter: The Best of Overkill
- 2002 - Then and Now
- 2004 - The Complete Albums 87-94
- 2004 - Unholy
- 2005 - Devil by the Tail
- 2005 - Fuck You and Then Some / Feel the Fire
- 2009 - Wrecking Everything / Killbox 13
- 2013 - ReliXIV / Killbox 13
- 2015 - Historikill: 1995–2007
- 2020 - Elimination

## EP
- 1984 - Overkill
- 1987 - !!!Fuck You!!!
- 1992 - Live to the Core
- 2012 - 6 Songs
- 2018 - Last Man Standing

## Singoli
- 1988 - Hello from the Gutter
- 1989 - Elimination
- 1992 - Infectious
- 1993 - I Hear Black
- 1993 - Spiritual Void
- 1994 - Fast Junkie
- 1997 - The Rip 'n Tear
- 2010 - Ironbound
- 2010 - Bring Me the Night
- 2012 - Electric Rattlesnake
- 2012 - Wish You Were Dead
- 2014 - Armorist
- 2016 - Our Finest Hour
- 2016 - Mean, Green, Killing Machine
- 2019 - Last Man Standing / BatShitCrazy
- 2019 - Feel the Fire
- 2023 - Coma

## Video
- 1991 - Videoscope (VHS)
- 2002 - Wrecking Everything – An Evening in Asbury Park
- 2008 - Live at Wacken Open Air 2007

## Video musicali
| Anno | Titolo della traccia                        | Regista       | Album di provenienza           |
| ---- | ------------------------------------------- | ------------- | ------------------------------ |
| 1987 | "In Union We Stand"                         | —             | Taking Over                    |
| 1988 | "Hello From The Gutter"                     | —             | Under The Influence            |
| 1989 | "Elimination"                               | —             | The Years Of Decay             |
| 1991 | "Horroscope"                                | —             | Horrorscope                    |
| 1991 | "Thanx for Nothin"                          | —             | Horrorscope                    |
| 1993 | "Spiritual Void"                            | Simeon Soffer | I Hear Black                   |
| 1994 | "Fast Junkie"                               | —             | W.F.O.                         |
| 1995 | "Bastard Nation" (live)                     | —             | Wrecking Your Neck             |
| 1997 | "Long Time Dyin'"                           | —             | From the Underground and Below |
| 2007 | "Skull And Bones" (featuring Randy Blythe)  | Kevin Custer  | Immortalis                     |
| 2010 | "Bring Me The Night"                        | Kevin Custer  | Ironbound                      |
| 2012 | "Electric Rattlesnake"                      | Kevin Custer  | The Electric Age               |
| 2014 | "Armorist"                                  | Kevin Custer  | White Devil Armory             |
| 2014 | "Bitter Pill"                               | Kevin Custer  | White Devil Armory             |
| 2016 | "Our Finest Hour" (Lyric Video)             | —             | The Grinding Wheel             |
| 2016 | "Mean, Green, Killing Machine (Lyric Video) | —             | The Grinding Wheel             |